# Cao Cao
Cao Cao (, kitajsko 曹操), z vljudnostnim imenom Mengde, je bil kitajski državnik, vojskovodja in pesnik, ki se je povzpel na oblast proti koncu dinastije Vzhodni Han v letih okoli 184–220, * okoli 155, † 15. marec 220.
V tem obdobju je postal de facto vodja centralne vlade Hana in postavil temelje tistega, kar je kasneje postalo država Cao Vej (220–265), ki jo je ustanovil njegov sin in naslednik Cao Pi. Z njegovim prihodom na oblast se je uradno končala dinastija Vzhodni Han in začelo obdobje treh kraljestev (220–280). Okrog Cao Caa se razvila množica legend, zgrajenih na njegovem talentu, krutosti in domnevni ekscentričnosti. 
Svojo kariero je začel kot uradnik Vzhodnega Hana in služboval na različnih položajih, tudi kot vodja varnostnikov v prestolnici in kancler kneževine. Uveljavil se je v 190. letih, ko je zbral svoje privržence, oblikoval lastno vojsko in ustanovil bazo v provinci Jan v sedanjem Henanu in Šandongu. Leta 196 je sprejel hanskega cesarja Šjana, ki so ga pred tem imeli za talca drugi vojskovodje, kot so bili Dong Džuo, Li Džue in Guo Si. Ko je ustanovil novo cesarsko prestolnico v Šučangu, sta cesar Šjan in osrednja vlada prišla pod Cao Caov neposredni nadzor, vendar je Cao Cao uradno še vedno služil cesarju. V 190. letih je aktivno vodil vojne v osrednji Kitajski proti rivalskim vojskovodjem, kot so bili Li Bu, Juan Šu in Džang Šju, ter jih vse odstranil. Po zmagoslavju nad vojskovodjem Juan Šaom v bitki pri Guanduju leta 200 je Cao Cao v naslednjih sedmih letih sprožil vrsto kampanj proti Juan Šaovim sinovom in zaveznikom, jih premagal in pod svojo oblastjo združil velik del severne Kitajske. Leta 208, kmalu po tem, ko ga je cesar Šjan imenoval za cesarskega kanclerja, se je podal na pohod, da bi se uveljavil na južni Kitajski, vendar ga je v odločilni bitki pri Rdečih pečinah porazila združena vojska vojskovodij Sun Čuana, Lju Beja in Lju Čija. 
Njegovi poskusi v naslednjih letih, da bi priključil dežele južno od reke Jangce, niso bili uspešni. Leta 211 je v bitki pri prelazu Tong premagal koalicijo zahodnih vojskovodij, ki sta jo vodila Ma Čao in Han Sui, in pet let kasneje zavzel Handžong, vendar ga je leta 219 izgubil. Medtem je bil deležen številnih časti cesarja Šjana. Leta 213 je bil razglašen za vojvodo Veja in dobil fevd, ki je pokrival dele današnjega Hebeja in Henana. Leta 216 je bil povzdignjen v status vazalnega kralja z naslovom "kralj Veja" in dobil številne ceremonialne privilegije, od katerih so bili nekateri včasih rezervirani izključno za cesarje. 
Cao Cao je umrl v Luojangu marca 220. Nasledil ga je sin Cao Pi, ki je sprejel abdikacijo cesarja Šjana novembra 220 in ustanovil državo Cao Vej, ki je nadomestila dinastijo Vzhodni Han. Dogodek se običajno razume kot uzurpacija. Po prevzemu prestola je Cao Pi svojemu očetu podelil posmrtni naziv "cesar Vu" (vojniški cesar) in tempeljsko ime Tajdzu (veliki prednik). 
Poleg hval, ki jih je dobil kot briljanten politik in vojskovodja, je slovel tudi zaradi svojih pesmi v značilnem kitajskem slogu džjanan. Mnenja o njem so že od dinastije Džin (265–420) do danes deljena. Nekateri so ga hvalili zaradi njegovih dosežkov v poeziji in njegovi karieri, drugi pa so ga obsojali zaradi njegove okrutnosti, zvijačnosti in domnevno izdajalstva. V tradicionalni kitajski kulturi je Cao Cao stereotipno prikazan kot zvit, slavohlepen in zahrbten tiran. V nasprotju s tem je pogosto upodobljen kot junak, ki poskuša oživiti propadajočo dinastijo Han. V času dinastije Ming (1368–1644), ko je Luo Guandžong napisal epski roman Romance treh kraljestev, ki dramatizira zgodovinske dogodke pred obdobjem treh kraljestev in med njim, je Cao Caa postavil ne le za glavnega negativnega junaka v zgodbi, ampak je tudi uvedel izmišljene dogodke in pretiraval določene dogodke, da bi okrepil Cao Caovo zlo podobo. 

## Sklica
1. ↑  Cao Man zhuan: "太祖一名吉利，小字阿瞞。" Cited in Chen and Pei 429, 1.1 n. 1.
2. ↑  de Crespigny (2007), str. ;35, 38.

## Vira
- de Crespigny, Rafe (2007). A Biographical Dictionary of Later Han to the Three Kingdoms 23–220 AD. Leiden: Brill. ISBN 9789004156050.
- de Crespigny, Rafe (2010). Imperial Warlord: A Biography of Cao Cao 155–220 AD. Leiden: Brill. ISBN 978-90-04-18830-3.